# Walter Jonas (Verwaltungsjurist)
Walter Jonas (* 1961 in Passau) ist ein deutscher Verwaltungsjurist. Er ist seit 2022 Regierungspräsident der Oberpfalz.

## Leben
Walter Jonas studierte Rechtswissenschaften. Er fing 1995 als juristischer Sachbearbeiter im Polizeipräsidium München an und stieg 1999 zum Sachgebietsleiter für Rechts- und Disziplinarangelegenheiten sowie stellvertretenden Leiter der Abteilung für Personal beim Polizeipräsidium München auf. Anschließend wechselte er 2003 als Referent im Sachgebiet IC3 – „Personal der Polizei und des Landesamts für Verfassungsschutz, Aus- und Fortbildung“ zum Bayerischen Staatsministerium des Innern. 
Nachdem er das Sachgebiet von 2006 bis 2008 kommissarisch geleitet hatte, übernahm er 2008 die Leitung des Sachgebiets IC1 – „Haushaltsführung, Ausrüstung und Versorgung der Polizei“. Zuletzt hatte er das Amt eines Ministerialrates inne.
Im Anschluss war Jonas von 2013 bis 2018 Regierungsvizepräsident der Oberpfalz. Im Jahr 2018 nahm er kurzzeitig die Leitung des Sachgebiets B4 „Kommunales Finanzwesen“ im Bayerischen Staatsministerium des Innern und für Integration wahr und war danach von 2018 bis 2020 erneut Regierungsvizepräsident der Oberpfalz. Anschließend leitete er von August 2020 bis November 2020 das Bayerische Landesamt für Gesundheit und Lebensmittelsicherheit, dessen Präsident er anschließend von November 2020 bis Januar 2022 war.
Am 1. Februar 2022 trat Jonas die Nachfolge von Axel Bartelt als Regierungspräsident der Oberpfalz an.
Von 2004 bis 2013 war er daneben Mitglied des Kuratoriums und des Prüfungsausschusses der Deutschen Hochschule der Polizei in Hiltrup.